# Yaser Kasim
Yaser Safa Kasim Al Qadefaje (arabisch ياسر صفاء قاسم القضيفجي, DMG Yāsir Ṣafāʾ Qāsim al-Qaḍīfaǧī; * 10. Mai 1991 in Bagdad) ist ein irakisch-englischer Fußballspieler.

## Karriere

### Klub
In Bagdader Stadtteil Karrada geboren, verließ er mit seinen Eltern den Irak im Alter von sechs Jahren in Richtung Jordanien, von wo es nach einem weiteren Jahr ins englische London ging. Nach Besuch der dortigen St Augustine's Church of England High School landete er als Fußballer erst in der Jugend von Fulham und kurze Zeit später im Alter von 15 Jahren in der von Tottenham Hotspur und verblieb dort bis zur U18. Im Sommer 2010 ging er zu  Brighton & Hove. In der Saison 2010/11, am letzten Spieltag, hatte er seinen ersten Einsatz in der League One, als er in der 70. Minute für Gary Dicker gegen Notts County eingewechselt wurde. Nach dem Aufstieg in die zweitklassige Championship kam er in der Folgesaison nur im FA Cup zu einem Kurzeinsatz. Zur Saison 2012/13 wurde er zu Luton Town verliehen, wo er einige Einsätze in der National League sammelte. Von Februar bis April 2013 ging er per Leihe zu Macclesfield Town, wo er fünf Liga-Einsätze hatte.
Anfang August 2013 verließ Brighton & Hove und wechselte zu Swindon Town. Hier avancierte er zum Stammspieler und kam in der League One fast durchgehend über die volle Spielzeit zum Einsatz, wonach er zu Northampton Town wechselte. Ausschließlich zum Start der Saison 2017/18 bekam er einige Minuten Spielzeit, bereits Ende September 2017 stand er letztmals für den Klub auf dem Platz, seinen Vertrag löste er erst Anfang Januar 2019 auf. Nach einer kurzen Zeit ohne Klub schloss er sich in Schweden Örebro SK an und kam in einem halben Jahr,  in der Allsvenskan auf zwölf Spiele.
Nach der Saison 2019 wechselte er zurück in sein Geburtsland und schloss sich dem Erbil SC an. Von dort wechselte er Anfang August 2020 zum Zakho SC, wo er bis heute spielt.

### Nationalmannschaft
Seinen ersten Einsatz in der irakischen Nationalmannschaft bekam er am 5. März 2014 bei dem 3:1-Sieg über China während der Qualifikation für die Asienmeisterschaft 2015 über die volle Spielzeit. Im späteren Verlauf des Jahres kam er beim Golfpokal 2014 in zwei Partien zum Einsatz. Bei der Asienmeisterschaft 2015 kam er in jedem Spiel zum Einsatz und erreichte mit seiner Mannschaft den vierten Platz. Nach ein paar Freundschaftsspielen kam er in der Qualifikation für die Weltmeisterschaft 2018 zum Einsatz, letztmals im September 2016.
Im Rahmen der Nominierung für die Olympischen Spiele 2016, wurde er als einer der drei Spieler auserwählt, welche die U23-Altersgrenze überschritten haben durften. Im Rahmen der Testspiele wurde bei ihm jedoch ein erheblicher Fitness-Rückstand sowie Übergewicht festgestellt. Nachdem er einmal kurz ein- und wieder ausgewechselt wurde, verließ er auf unerlaubt die Mannschaft. Bereits 2015 verließ er einmal unerlaubt die Unterkunft der Nationalmannschaft und sagte später aus, dass er sich nicht im Stande fühlte, für die Mannschaft aufzulaufen. Nach weiteren Fällen, in denen er Einsätze verweigerte, verkündete er das Ende seiner Nationalspielerkarriere, spielte jedoch am 28. Februar 2018 erneut in einem Freundschaftsspiel gegen Saudi-Arabien.
Der neue Nationaltrainer Dick Advocaat nominierte ihn für den FIFA-Arabien-Pokal 2021. Im ersten Spiel, einem 1:1 gegen den Oman erhielt er zwei Gelbe Karten und musste in der 68. Minute den Platz frühzeitig verlassen.